# پنتگو (تگزاس)
پنتگو، تگزاس(به انگلیسی: Pantego, Texas) شهری در ایالت تگزاس از ایالات جنوبی ایالات متحده آمریکا است. در سرشماری سال ۲۰۰۰، جمعیت این شهر ۲۳۱۸ نفر اعلام شد.